# Baksteenregen
Een baksteenregen is de populaire benaming voor het loslaten van een gemetselde kopgevel van een flatgebouw. Het loslaten van de bakstenen kan verschillende oorzaken hebben, zoals blootstelling aan extreme weersomstandigheden, slecht onderhoud, veroudering van de gevel, een slechte bevestigingsconstructie, enz. In veel gevallen zijn de spouwankers die de kopgevel op zijn plaats houden, doorgeroest.
De naam "baksteenregen" omschrijft het effect dat optreedt zodra een gemetselde kopgevel bezwijkt: duizenden bakstenen komen tegelijk naar beneden. Het "regent" dus bakstenen.
In 2007 heeft VROM een rapport uitgegeven met als titel Constructieve veiligheid gevels en glazen overkappingen. Hierin werd inspectie en zo nodig renovatie van kopgevels aanbevolen. De stichting Cobouw heeft de VNG aangeschreven om te waarschuwen voor de risico's op dit verschijnsel bij naoorlogse flatgebouwen in Nederland. Tussen 2002 en 2009 zijn op verschillende plaatsen in Nederland kopgevels ingestort. In 2009 leidde dat in Den Haag tot een brand, nadat brokstukken een gasleiding raakten. De gemeente Den Haag heeft sindsdien meer dan vijfhonderd inspecties uitgevoerd, waarbij diverse gevaarlijke situaties aan het licht kwamen.